# Бадамша
Бадамша́ (до 2000 г. Батамши́нский) (каз. Бадамша) — село (в прошлом посёлок городского типа), центр Каргалинского района Актюбинской области Казахстана, расположен на севере области, в 110 км к северо-востоку от областного центра города Актобе. Оснoван в 1941 году. Расположены хлебный и мукомольный заводы, типография.
Административный центр и единственный населённый пункт Бадамшинского сельского округа.
Железнодорожная станция (Кимперсай) на линии Орск — Кандыагаш Урало-Каспийского железнодорожного хода.
В селе Бадамша добывались разные руды и материали
Щебень, Никель, Хром, Глина, Песок

## История
18 марта 1967 года административный центр Ленинского района из села Ленинского перенесён в поселок Батамшинский на основании указа Президиума Верховного Совета Казахской ССР.

## Население
| Численность населения | Численность населения | Численность населения | Численность населения | Численность населения | Численность населения | Численность населения | Численность населения | Численность населения | Численность населения |
| 1959                  | 1970                  | 1979                  | 1989                  | 1991                  | 1999                  | 2004                  | 2005                  | 2006                  | 2007                  |
| --------------------- | --------------------- | --------------------- | --------------------- | --------------------- | --------------------- | --------------------- | --------------------- | --------------------- | --------------------- |
| 7158                  | ↗7675                 | ↗7687                 | ↗7754                 | ↘7500                 | ↘5412                 | ↘5091                 | ↗5235                 | ↗5270                 | ↘5214                 |
| 2008                  | 2009                  | 2010                  | 2011                  | 2012                  | 2013                  | 2014                  | 2015                  | 2016                  | 2017                  |
| ↘5131                 | ↗5359                 | ↘5300                 | ↘5293                 | ↘5223                 | ↗5280                 | ↗5319                 | ↗5364                 | ↗5466                 | ↗5570                 |
| 2018                  | 2019                  |                       |                       |                       |                       |                       |                       |                       |                       |
| ↘5542                 | ↗5587                 |                       |                       |                       |                       |                       |                       |                       |                       |